# Cortège funèbre
Pour les articles homonymes, voir Cortège.

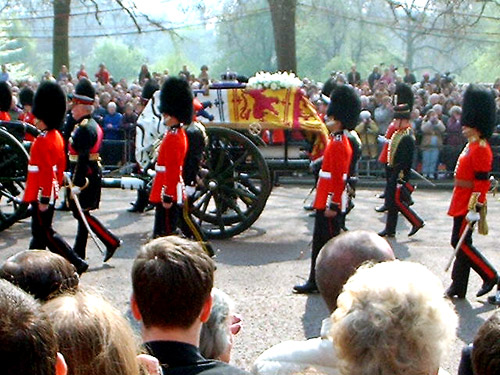
Cortège funèbre de la Reine Elizabeth Bowes-Lyon lors du Jubilé d'or d'Élisabeth II.

Un cortège funèbre est une procession qui se fait généralement en véhicule motorisé ou à pied, du funérarium ou du lieu de culte au cimetière ou au crématorium,. Cette étape du rituel funéraire a évolué au fil du temps vers le transport du défunt dans un corbillard, tandis que la famille et les amis suivaient dans leur véhicule. Le passage de la procession à pied à la procession motorisée peut être attribué à deux facteurs principaux : le passage à l'inhumation ou à la crémation du corps dans des lieux éloignés du site funéraire et l'introduction de véhicules motorisés et de transports publics qui ont rendu les processions à pied dans les rues moins pratiques,.

## Selon les religions

### Bouddhisme/shinto (Japon)
Après la mort d'une personne, la première chose à faire est de choisir deux personnes qui seront chargées de prendre toutes les dispositions nécessaires pour les événements funéraires à venir. Les parents principaux sont chargés de l'encoffrement du corps et les parents féminins confectionnent les vêtements de mort que portera le défunt. Une fois le corps préparé, la veillée funèbre a lieu. Elle a lieu la veille de la procession et dure toute la nuit. En général, les parents et les voisins y assistent et on y sert de la nourriture et des boissons alcoolisées. Le lendemain matin, à 10 heures, le cortège funèbre commence. Des ouvriers sont engagés et divisés en deux groupes : le groupe rokushaku porte le palanquin et le cercueil et le groupe hirabito porte le papier, les fleurs fraîches et les lanternes. Avant le départ pour le temple, le prêtre chante des sutras. La procession se déroule dans l'ordre suivant : d'abord les porteurs de lanternes, puis les fleurs, puis les oiseaux qui sont libérés pour apporter du mérite au défunt, les brûleurs d'encens, la tablette commémorative, puis le cercueil. Les hommes de la famille sont les seuls à porter des objets dans la procession, tandis que les femmes suivent le cercueil dans des pousse-pousse. L'héritier masculin du défunt porte la tablette commémorative, qui est recouverte d'une fine couche de soie. Les hommes de la procession portent des vêtements formels avec les blasons de la famille. Initialement, la famille et les voisins accompagnaient la procession jusqu'au temple, mais à l'ère Taishō, les gens quittaient la procession en cours de route et prenaient un train pour attendre l'arrivée de la procession au temple. La famille et les amis proches du défunt restent avec la procession pendant tout le trajet. La procession se termine lorsqu'elle atteint le temple où se déroulent les funérailles.
Pendant l'ère Taishō, les funérailles ont commencé à subir de nombreux changements, l'un des plus importants étant le retrait de la procession funéraire. Les processions funéraires étaient extrêmement importantes pendant l'ère Meiji et l'une des raisons de leur suppression était de s'éloigner du caractère élaboré de cette période pour adopter des pratiques plus simples. Une autre raison principale du retrait des processions était l'augmentation des transports publics et des véhicules motorisés, rendant les rues beaucoup trop encombrées pour que de grandes processions puissent avoir lieu. Alors que les pratiques funéraires s'éloignaient de la procession, les kokubetsu-shiki (cérémonies d'adieu à la maison) ont commencé à prendre leur place. Ces cérémonies pouvaient se dérouler au domicile familial, mais elles étaient parfois organisées au funérarium ou au temple pour remplacer le deuil durant la procession funéraire. Ces cérémonies d'adieu avaient également pour objectif de présenter des condoléances à la famille en deuil d'un point de vue social. Comme il n'y avait plus de procession, les fleurs réelles et en papier qui étaient portées ont commencé à être utilisées pour décorer l'autel du temple. La coutume de placer une photo du défunt sur l'autel est également apparue à cette époque. Dans l'ensemble, les changements apportés à la procession funéraire ont été principalement attribués à des « conditions sociétales externes » plutôt qu'à l'opinion publique.

### Christianisme
De nos jours, le cortège funèbre n'est plus courant ni pratiqué de la même manière au sein du christianisme. Un corbillard est désormais utilisé pour transporter le corps jusqu'au lieu de sépulture. La procession consiste à porter le cercueil de l'église au corbillard, puis du corbillard à la tombe une fois arrivé au cimetière. Les membres masculins de la famille et les amis sont généralement ceux qui portent le cercueil.

### Hindouisme

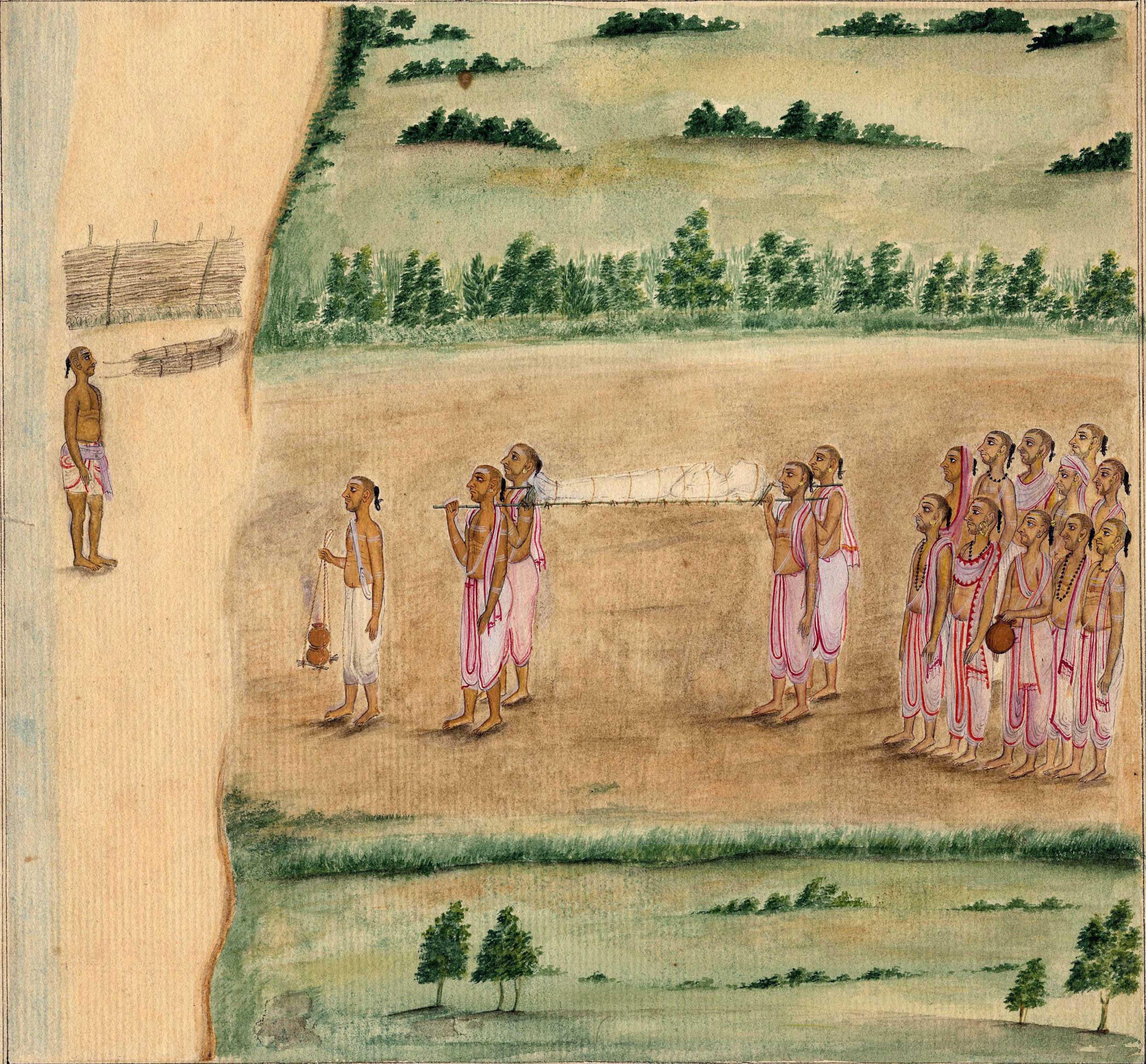
Procession funéraire hindoue vers 1820.

Autrefois, le défunt était généralement transporté par des membres masculins de la famille sur une tombe ou dans un cercueil jusqu'à sa dernière demeure. 
La ville indienne de Banāras est connue sous le nom de Great Cremation Ground (Grand terrain de crémation) car elle contient Manikarnikā, l'endroit où les Hindous amènent les défunts pour la crémation. Manikarnikā est situé au centre de la ville, le long du Gange. La procession funéraire se déroule normalement de la maison du défunt jusqu'au lieu de crémation et est normalement une affaire exclusivement masculine. Le fils aîné mène la procession, suivi des autres. Contrairement aux traditions occidentales, la procession part dès que possible après le décès et les personnes en deuil chantent le nom de Dieu en route vers le crématorium,. Le corps lui-même est baigné et enveloppé dans un drap blanc, puis transporté jusqu'au lieu de crémation sur une litière en bambou. Le fils en tête de la procession porte un pot à feu lorsqu'il quitte la maison, qui sert à allumer le bûcher funéraire,. La procession se termine à Manikarnikā, où le corps est plongé dans le Gange, puis aspergé d'huile de santal et recouvert de guirlandes de fleurs avant d'être incinéré.

### Islam
Dans la religion musulmane, la procession funéraire est un acte vertueux qui implique généralement une large participation des autres musulmans. Ce sont les traditions instaurées par le Prophète qui incitent les musulmans à participer à la procession. Les musulmans croient qu'en suivant la procession funéraire, en priant sur le corps et en assistant à l'enterrement, ils peuvent recevoir des quīrāts (récompenses) qui les placent en bonne position auprès d'Allah. Les cortèges funéraires de personnalités éminentes de la société islamique attiraient de grandes foules, car de nombreuses personnes souhaitaient honorer le défunt. Le nombre de personnes assistant aux funérailles d'une personne peut être considéré comme une marque de statut social, car plus une personne était connue et influente, plus il y avait de chances qu'elle soit présente. Dans certains cas, le gouverneur peut insister pour conduire le cortège funèbre d'hommes très en vue, même si cela va à l'encontre des souhaits de la famille du défunt. 
Les cortèges funèbres musulmans peuvent également attirer des personnes d'autres religions si le défunt est bien connu dans la société. Toutefois, ce sont toujours les musulmans qui portent le corps sur un châlit, tandis que les autres religions peuvent les suivre, généralement en restant dans leurs propres groupes. Les processions funéraires islamiques ont été considérées comme similaires à celles de l'Alexandrie de l'Antiquité tardive, étant donné que toute la ville participait à la procession et que des lumières et de l'encens étaient utilisés.